# ムスンドゥジ
ムスンドゥジは、南アフリカ共和国クワズール・ナタール州ウムグングンドロヴ郡にある都市（B自治体）、同州の州都である。中心地はピーターマリッツバーグ。